# Kosmatki
Kosmatki (angleško furries) so subkultura ljudi, ki jih zanimajo antropomorfni živalski liki. Med primere antropomorfnih lastnosti štejemo izkazovanje človeške inteligence in uporabo obrazne mimike, govorjenje, hojo po dveh nogah ter nošenje oblačil. Izraz kosmatki se uporablja tudi za označevanje skupnosti ljudi, ki se zbirajo na internetu in na kongresih.

## Zgodovina
Kosmatki izvirajo iz underground stripovskega gibanja iz sedemdesetih let prejšnjega stoletja. To gibanje je zajemalo žanr stripov, ki prikazujejo eksplicitno vsebino. Leta 1976 je par risarjev ustanovil amatersko tiskovno združenje Vootie, ki je bilo osredotočeno na umetnost, ki ima v ospredju živalsko tematiko. Številna objavljena dela so vsebovala teme za odrasle, kot je Omaha, mačja plesalka, ki je prikazovala spolne odnose. Vootie je v naslednjih nekaj letih pridobil majhno skupino privržencev, člani društva pa so se pričeli srečevati na kongresih znanstvene fantastike in stripov.
Po besedah zgodovinarja Freda Pattena je koncept kosmatkov dobil svoj izvor na kongresu znanstvene fantastike leta 1980. Risba lika iz Albedo Anthropomorphics avtorja Steva Gallaccija je takrat začela razpravo o antropomorfnih likih v znanstvenofantastičnih romanih. To je vodilo do nastanka debatne skupine, ki se je srečevala na kongresih znanstvene fantastike in na zborovanjih na temo stripov.
Samostojni termin za to skupino (pri nas kasneje: kosmatki) se je v oboževalskih revijah uporabljal že leta 1983 in je postal privzeto ime za ta žanr do sredine devetdesetih let prejšnjega stoletja. Takrat je bil opredeljen kot »organizirano cenjenje in širjenje umetnosti in proze, povezane s kosmatki ali drugimi izmišljenimi antropomorfnimi liki sesalcev«. Vendar pa so pripadniki subkulture mnenja, da je izvor subkuture kosmatov veliko zgodnejši. Fantazijska dela, kot so Kimba, beli lev, izdan leta 1965, roman Richarda Adamsa Watership Down, objavljen leta 1972 (in njegova filmska adaptacija iz leta 1978 ), pa tudi Disneyev Robin Hood so pogosto naveden primer zgodnejšega izvora Kosmatkov. Razprave v spletnih tematskih skupinah v devetdesetih letih prejšnjega stoletja so ustvarile razmejitev med ljubitelji smešnih živalskih likov in likov, ki predstavljajo kosmatke, da bi se izognili prtljagi, ki je bila povezana z razumevanjem izraza kosmatki.
V osemdesetih letih prejšnjega stoletja so privrženci kosmatkov pričeli objavljati oboževalske revije, kar je vodilo v razvoj raznolike družbena skupina, ki je sčasoma začela načrtovati družabna srečanja. Do leta 1989 je bilo zanimanja za kosmatke dovolj za izvedbo prvega kongresa. Kongres se je imenoval Confurence 0 in je potekala v prostorih hotela Holiday Inn Bristol Plaza v Costa Mesi v Kaliforniji. Naslednje desetletje je prineslo prosto dostopen internet v splošno populacijo, le ta pa je postal najbolj priljubljeno sredstvo za druženje med kosmatki. Tematska skupina alt.fan.furry je bila ustanovljena novembra 1990, prav tako pa so virtualna okolja, kot je MUCKs, postala priljubljena internetna mesta za srečanja in medsebojno komunikacijo oboževalcev.

## Navdih
Kot najzgodnejši navdih za razvoj subkulture kosmatkov se pogosto navajajo alegorični romani, vključno z deli znanstvene fantastike in fantazije, ter risanke, ki prikazujejo antropomorfne živalske like. Raziskovalni vprašalnik, izveden leta 2007, je pokazal, da so v primerjavi s kontrolno skupino udeležencev, ki se ne označujejo za kosmatke, večji delež tistih, ki so se identificirali kot kosmatki, imeli kot otroci zelo radi risanke. Spomnili so se, da so risanke gledali precej pogosteje, pa tudi, da so bili bolj naklonjeni uživanju v delih znanstvene fantastike kot pripadniki kontrolne skupine.

## Dejavnosti
Glede na raziskovalni vprašalnik iz leta 2008 je večina kosmatkov mnenja, da imajo vizualna umetnost, kongresi, literatura in spletne skupnosti zelo pomembno vlogo v subkulturi. Med kosmatki prevladujejo moški, raziskave pa poročajo o približno 80% sestavi moškega spola v subkulturi.

### Umetniška dela in ustvarjalne dejavnosti
Kosmatki, ki so vešči v rokodelskih veščinah, ustvarjajo lastne plišaste igrače, včasih imenovane tudi pliški/pliškoti, prav tako pa sestavljajo dovršene kostume, imenovane fursuits, ki jih nosijo za zabavo ali za udeležbo na paradah, kongresih, maškaradah, plesih ali dobrodelnih dogodkih za zbiranje sredstev (kot animatorji). Ti kostumi zajemajo vse od modelov s preprosto zgradbo, ki so podobni športnim maskotam do tistih z bolj izpopolnjenimi lastnostmi in zapleteno konstrukcijo, ki vključujejo premikajoče se čeljustne mehanizme, mehanične električne dele, protetična ličila in veliko drugih lastnosti. Cena takšnih kostumov se giblje od 500$ za maskotam podobne preproste dizajne, do več kot 10.000$ za modele, ki vključujejo funkcionalne elektromehanične dele. Medtem ko približno 80% kosmatkov nima celotelesnega kostuma, za kar pogosto navajajo njihovo visoko ceno kot odločilni dejavnik, jih večina goji pozitivna čustva do kosmatkov v kostumih in kongresov, v katerih ti sodelujejo. Nekateri pripadniki subkulture pa nosijo tudi delne kostume, ki so sestavljeni samo iz ušes in repa ali pa iz glave, tačk in repa.
Kosmatki se prav tako ukvarjajo z lutkarstvom, snemajo videoposnetke in nastopajo v predstavah v živo, kot sta na primer Rapid T. Rabbit and Friends in Funday PawPet Show. Prav tako pa ustvarjajo kosmate dodatke, namenjene drugim pripadnikom subkulture kosmatkov, kot so ušesa ali repki.

### Igranje vlog
Antropomorfni živalski liki, ki jih ustvarijo kosmatki in so znani kot fursone, se uporabljajo za igranje vlog v MUD-jih, na internetnih forumih ali kot psevdonimi za prejemnike na elektronskih poštnih seznamih. Za osnovo teh živalskih osebnosti so uporabljene različne vrste, čeprav se mnogi kosmatki (na primer več kot 60% vprašanih leta 2007) vidijo in posledično identificirajo z mesojedci . Najdlje delujoče spletno okolje namenjeno igranju vlog v subkulturi kosmatkov je FurryMUCK , ustanovljeno leta 1990. Številni pripadniki kosmatkov so bili prvič izpostavljeni tej subkulturi skozi večigralske spletne igre vlog.  Druga priljubljena spletna družabna igra namenjega kosmatkom, se imenuje Furcadia, ki so jo ustvarili v Dragon's Eye Productions. V virtualnem svetu Second Life se prav tako nahaja več območij in skupnosti, katerih tematika je namenjena kosmatkom.

### Kongresi
Zadostna količina zanimanja in število pripadnikov subkulture sta omogočila ustanovitev številnih kongresov kosmatkov v Severni Ameriki in Evropi. Kongres kosmatkov je namenjen zbiranju pripadnikov subkulture z namenom, da kupujejo in prodajajo umetnine, sodelujejo v raznih delavnicah in aktivnostih, nosijo kostume ter se družijo. Anthrocon, ki je leta 2008 bila največji kongres kosmatkov z več kot 5861 udeleženci, naj bi tisto leto ustvaril približno 3 milijone dolarjev dohodka za gospodarstvo Pittsburgha. Drugi kongres, imenovan  'Further Confusion', ki poteka v San Joseju vsak januar, tesno sledi Anthroconu tako po obsegu kot udeležbi. Na kongresih je bilo od leta 2000 do 2009 v dobrodelne namene zbranih 470.000$. Od decembra 2017 je Midwest FurFest največji svetovni kongres kosmatkov. Leta 2019 jo je po lastno podani oceni obiskalo 11.019 udeležencev.
Prvi znani kongres kosmatkov, imenovana ConFurence, se ne organizira več. Nadomestil jo je kongres Califur, saj sta se oba kongresa odvijala v južni Kaliforniji. Raziskovalni vprašalnik kalifornijske univerze v Davisu je pokazal, da se je približno 40% vprašanih kosmatkov udeležilo vsaj enega kongresa.
Prvi mednarodni kongres kosmatkov v Sloveniji je organiziralo Slovensko kosmatinsko društvo pod imenom SloFluffCon leta 2023 v Celju. SloFluffCon je največji kongres kosmatkov v Sloveniji, ki vsako leto privabi približno 150 udeležencev.

### Spletna mesta in spletne skupnosti
Na internetu je množica spletnih mest in spletnih skupnosti, ki so namenjene kongresom, kot so spletne umetniške skupnosti Fur Affinity, Inkbunny, SoFurry in Weasyl, družbena omrežja Furry 4 Life in FurNation ter WikiFur, wiki, ki ga oblikujejo in urejajo pripadniki subkulture kosmatkov.
Obstaja več spletnih stripov, ki prikazujejo živalske like, ki so jih ustvarili kosmatki, ali pa so bili ustvarjeni zanje. Eden takšnih stripov, T.H.E. Fox, je bil prvič objavljen pri ponudniku spletnih storitev CompuServe leta 1986, nekaj let pred pojavom svetovnega spleta, medtem ko je bil drugi strip, Kevin in Kell avtorja Billa Holbrooka, nagrajen z nagrado Web Cartoonists' Choice Award in Ursa Major Award.

## Življenjski slog kosmatkov
Besedni zvezi furry lifestyle in furry lifestyler sta se prvič pojavili v novičarski skupini alt.fan.furry julija 1996 med takrat prisotnim sporom znotraj te spletne skupnosti. Novičarska skupnost Usenet alt.lifestyle.furry je bila ustvarjena, za namen razprave, ki presega umetnost in literaturo kosmatkov, ter za reševanje sporov glede tega, kaj bi moralo in kaj ne bi smelo biti povezano s skupnostjo kosmatkov. Člani skupnosti kosmatkov so hitro sprejeli izraz furry lifestylers in še vedno menijo, da sta skupnost kosmatkov in njihov življenjski slog ločeni družbeni entiteti. Opredelili in sprejeli so alternativni pomen besede kosmatek, značilen za to skupino: »oseba s pomembno čustveno ali duhovno povezavo z živaljo ali živalmi, tako resničnimi, izmišljenimi ali simboličnimi.«
V anketi iz leta 2007 so Gerbasi et al. preučili, kaj pomeni biti kosmatek, in so predlagali taksonomično razvrstitev, v kateri bi kategorizirali različne »vrste« kosmatkov. Največja skupina, ki je znašala 38 % anketirancev je svoje zanimanje za subkulturo kosmatkov opisala predvsem kot »pot do druženja z drugimi, ki imajo skupne interese, kot so umetnost in kostumi antropomorfnih živali«. Vendar so identificirali tudi kosmatke, ki so se imeli za »drugo od ljudi« ali ki so želeli postati bolj podobni živalskim vrstam, s katerimi so čutili povezanost.

## Spolnost v skupnosti
V primerjavi s splošno populacijo sta homoseksualnost in biseksualnost prekomerno zastopani v skupnosti kosmatkov, in sicer za približno faktor 10. Med odraslim prebivalstvom ZDA se je približno 3,1 % anketirancev opredelilo kot biseksualnih, 1,4 % pa kot gejev. 0,7 % anketirancev se je prav tako opredelilo kot lezbijke v skladu z objavo Gallupa iz leta 2020. Za razliko pa se glede na štiri različne raziskave 14–25 % članov skupnosti poroča kot homoseksualnih, 37–52 % kot biseksualnih, 28–51 % kot heteroseksualnih in 3–8 % kot drugih oblik spolnih usmerjenosti. Približno polovica anketirancev je poročala, da so v razmerju, od tega jih je bilo 76 % v razmerju s članom skupnosti kosmatkov. Primeri spolnih vidikov kosmatkov vključujejo erotično umetnost in kiberseks na temo anthropomorfičnih živalskih likov. Izraz yiff se včasih uporablja, kot označevalec spolne aktivnosti ali erotičnega materiala znotraj skupnosti.
Spolna privlačnost do antropomorfičnih živalskih likov je polarizirajoče vprašanje. V anketi s 4.300 kosmatki, jih je 37 % odgovorilo, da je spolna privlačnost pomembna pri njihovih dejavnostih znotraj skupnosti, 38 % jih je bilo ambivalentnih, 24 % pa je odgovorilo, da spolna privlačnost do antropomorfičnih likov predstavlja malo ali nič pomembnosti k njihovim aktivnostim znotraj skupnosti. V spletni anketi, ki je bila izvedena nekaj časa pred zgoraj omenjeno, je 33 % anketirancev odgovorilo, da imajo »pomembno spolno zanimanje za kosmatke«, nadaljnjih 46 % jih je izjavilo, da imajo »manjši spolni interes za kosmatke«, preostalih 21 % pa je izjavilo, da jih »ne zanimajo«. Anketa se je izrecno izogibala spletnim mestom, namenjenim vsebinam za odrasle, da bi preprečila pristranskost pridobljenih odgovorov.
Druga anketa na kongresu kosmatkov leta 2013 je pokazala, da je 96,3 % kosmatkov moškega spola poročalo o gledanju antropomorfne pornografije v primerjavi z 78,3 % žensk. Moški so ocenili, da je 50,9 % vseh umetnin kosmatkov pornografske narave, v primerjavi s 30,7 % žensk. Anketiranci so imeli raje pornografske umetnine kot nepornografske. 17,1 % moških je poročalo, da so pri ogledu pornografije izključno ali skoraj izključno izbirali antropomorfno pornografijo, le približno 5 % pa jih je odgovorilo, da je bila pornografija glavni dejavnik, ki jih je spravil v skupnost.

## Javni sprejem in medijska pokritost
Zgodnji prikaz kosmatkov v revijah, kot so Wired, Loaded, Vanity Fair, in rubrika o spolnosti Savage Love, se je osredotočal predvsem na spolnih vidikih skupnosti kosmatkov. Izmišljene upodobitve kosmatkov so bile prikazane v televizijskih oddajah, kot so Simpsonovi, Urgenca, CSI: Kraj zločina, Drew Carey Show, Sex2K na MTV, Entourage, 1000 Ways to Die, Tosh.0, Check It Out! with Dr. Steve Brule in 30 Rock. Večina pripadnikov kosmatkov trdi, da so te medijske upodobitve napačne, medtem ko se novejše poročanje osredotoča na obravnavo mitov in stereotipov, ki so povezani s kosmatki. Novinar, ki se je udeležil kongresa Anthrocon 2006, je opazil, da »kljub njihovi upodobitvi iz Vanity Faira, MTV in CSI, kongres kosmatkov ne pričajo o čudnem seksu med čudaki, oblečenimi v lisičje kostume«, da udeleženci dogodka »niso seksali več kot ostali od nas«, in da je kongres kosmatkov predstavljala »ljudi, ki se pogovarjajo in rišejo živali in stripovske like v skicirkah«. Oktobra 2007 se je novinarka Hartford Advocate zaradi medijskih omejitev pod krinko udeležila dogodka FurFright 2007. Izvedela je, da so bile omejitve namenjene preprečevanju širjenja napačnih informacij, in je poročala, da skandalozno vedenje, ki ga je pričakovala, ni bilo prisotno. Sedanje poročanje o kosmatkih je bolj uravnoteženo. Po mnenju Iana Wolfa je članek iz leta 2009 BBC z naslovom »Kdo so kosmatki?« bil prvo novinarsko delo, ki je bilo nominirano za nagrado Ursa Major Award – glavno nagrado, ki se podeljuje na področju antropomorfizma.
Izdajatelj televizijskega programa Milwaukee Brewers Jim Powell si je dan pred kongresom delil hotel z udeleženci Anthrocon 2007 in je poročal o negativnem mnenju o kosmatkih. Več podjetij v središču Pittsburgha sprejema kosmatke med dogodkom, lokalni lastniki podjetij pa izdelujejo posebne majice in zunaj svojih trgovin s kredo rišejo odtise šap, da bi pritegnili udeležence kongresov. Dr. Samuel Conway, predsednik Anthrocona, je dejal, da »v nas ljudje večinoma samo radovedno strmijo, vendar so ti radovedni pogledi dobrodušne narave. Tukaj smo, da se zabavamo, ljudje se zabavajo, ko smo tukaj, vsi zmagajo«. Po kongresu kosmatkov, ki je potekala v hotelu v Vancouvru, kjer so bili začasno nastanjeni številni sirijski begunci, je bilo prisotno pozitivno poročanje. Kljub nekaterim pomislekom in opozorilom osebja, da bi lahko prišlo do resnega negativnega kulturnega spopada, če bi se obe skupini medsebojno povezovali, so bili begunski otroci na splošno veseli srečanja z obiskovalci kongresa, zlasti tistimi v kostumih svojih likov, ki so otrokom bili videti kot oživeli junaki iz risank.
Glede na anketo Furry survey je približno polovica kosmatkov zaznala odziv javnosti na skupnost kot negativen. Manj kot petina anketirancev pa je izjavila, da se je javnost nanje osebno odzvala bolj negativno kot na večino drugih kosmatkov. Prepričanje kosmatkov, da bodo javnosti predstavljeni kot »obsedeni s seksom«, je povzročilo nezaupanje do medijev in družbenih raziskovalcev.
Poleg tega je skupnost zrasla v tako veliko in pomembno demografsko skupino, da je filmsko podjetje Walt Disney Studios do leta 2016 svoj animirani celovečerni film Zootopia tržilo kosmatkom v predizdaji, da bi spodbudilo zanimanje za film, kar se je izkazalo za velik kritični in komercialni uspeh.
V letih 2021 in 2022 se je medijsko poročanje v Kanadi in Združenih državah osredotočalo na lažne govorice o mačjih straniščih v šolah, ki bi naj bili na voljo za učence kosmatke, kar je bil del negativnega kulturnega odziva, ki so ga okrepili konzervativni in skrajno desni politiki proti prilagoditvam za transspolne osebe v šolah.

## Sociološki vidiki
Mednarodni antropomorfni raziskovalni projekt (IARP), skupina družboslovcev z različnih področij pod vodstvom Planteja, Reysena, Robertsa in Gerbasija, je s številnimi metodologijami zbirala podatke o skupnosti kosmatkov. V njihovi publikaciji iz leta 2016 je v enem zvezku zbranih več recenziranih in samostojno objavljenih študij. Med njihovimi ugotovitvami je, da je povprečen odrasel kosmatek star med 23 in 27 let, pri čemer več kot 75 % kosmatkov poroča, da so stari 25 let ali manj, 88 % odraslih kosmatkov pa je mlajših od 30 let. Mladoletniki zaradi poklicne etike niso bili vključeni v študijo, vendar je bilo po ocenah IARP 20 % mladostnikov mlajših od 18 let. :4–7 67,1 % kosmatkov se je v raziskavah opredelilo za moške, 23,3 % pa za ženske. Le 2 % kosmatkov se je opredelilo za transspolne osebe, 10,0 % kosmatkov pa se je opredelilo za spolno drugačne/nebinarne. 83–90 % kosmatkov se je opredelilo za belce, manjše manjšine pa za Azijce (2–4 %), črnce (2–3 %) in Latinoameričane (3 %). :7–10 21 % kosmatkov se ima za pripadnike skupine bronies, 44 % za ljubitelje animejev in 11 % za ljubitelje športa. Kosmatki so kot skupina politično bolj liberalni in manj verni kot povprečni Američani ali druge primerljive skupine oboževalcev, kot so oboževalci animejev. :18 Vendar pa skupnost še vedno vsebuje sporne skupine, ki so se opredelili kot neonacisti in desničarski aktivisti, katerih pripadnost je deloma v šali in deloma resna. Glede verskih preferenc se je 23,5 % kosmatkov opredelilo za kristjane, 16,8 % za ateiste, 16,8 % za agnostike, 11,0 % kot pogan/vikan, 2,4 % kot budist, 1,1 % kot jud, 1,1 % kot deist, 0,9 % kot satanist in 26,2 % kot »drugo« (vključno z udeleženci, ki so imeli svoje sisteme prepričanj, so bili neodločeni, niso želeli odgovoriti, ali so imeli neobičajne sisteme prepričanj). :16 Približno 70 % odraslih kosmatkov je bodisi zaključilo ali trenutno zaključuje višješolsko izobraževanje. :12 Raziskovalec iz Pittsburgha je ugotovil, da ima lahko do 15 % kosmatkov motnjo avtističnega spektra, medtem ko je v splošni populaciji po ocenah CDC takih približno 2 %. Podatek o 15 % vključuje ljudi, ki morda niso nikoli prejeli diagnoze, vendar se sami opredeljujejo kot avtisti.
Eno najbolj univerzalnih vedenj v skupnosti kosmatkov je ustvarjanje fursone — to je antropomorfne živalske upodobitve ali avatarja pripadnika skupnosti. Več kot 95 % kosmatkov ima fursono. Skoraj polovica kosmatkov poroča, da so imeli samo eno fursono, ki so jo uporabljali kot predstavo sebe. Razmeroma malo kosmatkov je imelo več kot tri ali štiri fursone. Deloma je to posledica dejstva, da so za mnoge kosmatke njihove fursone osebno pomembne in predstavljajo upodobitev njihovega idealnega jaza. Najbolj priljubljene živalske vrste za fursono so volkovi, lisice, psi, velike mačke in zmaji. Podatki kažejo, da na splošno ni povezave med osebnostnimi lastnostmi kosmatkov in različnimi živalskimi vrstami furson. :50–74 Vendar kosmatki poročajo o različnih stopnjah osebnostnih lastnosti, ko razmišljajo o sebi v svoji vsakdanji identiteti v primerjavi z identiteto svoje fursone. :129–133 Nekateri kosmatki se identificirajo kot delno nečloveški: 35 % jih pravi, da se ne počutijo 100 % človeško (v primerjavi s 7 % ne-kosmatkov), 39 % pa pravi, da bi bili 0 % ljudje, če bi lahko (v primerjavi z 10 % ne-kosmatkov). :78
Vključenost in pripadnost sta osrednji temi v skupnosti kosmatkov. V primerjavi s člani drugih oboževalcev, kot sta anime ali domišljijski šport, je verjetnost, da se bodo kosmatki poistovetili z drugimi člani svoje skupnosti, bistveno večja. V povprečju je polovica prijateljev pripadnika skupnosti kosmatkov tudi samih pripadnikov te skupnosti. :123–133 Kosmatki se ocenjujejo višje (v primerjavi s primerjalnim vzorcem skupnosti ne-kosmatkov) glede na stopnjo globalne ozaveščenosti (poznavanje sveta in občutek povezanosti z drugimi v svetu), identifikacijo globalnega državljanstva (psihološka povezanost z globalnimi državljani) in okoljsko trajnost. :18